# Herman Nankman
Herman Nankman (Groningen, 3 maart 1897 - aldaar, 29 december 1973) was een Nederlandse wielrenner. Hij was actief in de eerste decennia van de 20e eeuw en was professioneel wielrenner van 1917 tot 1927. Hij werd in 1922 Nederlands kampioen op de weg. In 1927 werd hij Noord-Nederlands kampioen op de 1 kilometer hometrainer.